# (9197) Endo
(9197) Endo est un astéroïde de la ceinture principale.

## Description
(9197) Endo est un astéroïde de la ceinture principale. Il fut découvert le 24 novembre 1992 à Nyukasa par Masanori Hirasawa et Shohei Suzuki. Il présente une orbite caractérisée par un demi-grand axe de 2,16 UA, une excentricité de 0,11 et une inclinaison de 1,0° par rapport à l'écliptique.

## Compléments